# Торбёрн, Шона
 Шона Луиза Торбёрн (англ. Shona Louise Thorburn; родилась 7 августа 1982 года в Оксфорде, графство Оксфордшир, Великобритания) — англоканадская профессиональная баскетболистка, выступала в амплуа атакующего защитника. Участница Олимпийских игр — 2012 и Олимпийских игр — 2016 и чемпионата мира — 2014, победитель чемпионата Америки 2015 года.

## Биография
Шона Торбёрн стала заниматься баскетболом в школе Гамильтона, откуда она постоянно привлекалась в состав национальной команды Канады различных возрастов. После окончания учебного заведения она поступила в Университет Юты, где играла за студенческую команду «Юта Утёс». В это время у неё состоялся дебют за основную сборную Канады на Панамериканских играх — 2003 в Доминиканской республике (4-е место). В сентябре того же года, будучи самой молодой в команде, становится обладателем бронзовой медали чемпионата Америки.
В 2006 году на драфте ВНБА Шону выбрал «Миннесота Линкс» в 1-м раунде под общим номером № 7. В первом своём сезоне в лиге баскетболистка сыграла в 22 матчах, при этом она набирала в среднем за игру 0.7 очков, 0.8 подборов. Следующий год начинает в «Сиэтл Шторме», правда отыграла там лишь два матча. После окончания сезона в ВНБА Торбёрн переезжает в Европу, где начинает играть в Испании. За 5 лет Шона три раза участвовала в полуфинале чемпионата Испании, а в 2008 году играла в финале кубка Испании. В 2011 году она снова возвращается в сборную Канады и выигрывает бронзовую медаль первенства Америки в Колумбии.
Участник Олимпийских игр в Лондоне. На том баскетбольном турнире баскетболистка стала второй в команде по количеству очков (10,5) и лучшая по передачам (4,5). Больше всего очков она набрала в игре против «хозяек» Олимпиады (18). После окончания соревнования Шона перебирается во Францию, где играет за клубы-середняки французского первенства.
В 2013 году завоёвывает серебряную медаль чемпионата Америки в Мексике, будучи самой возрастной в команде, она играет во всех матчах (6) и входит в «пятёрку лучших» сборной Канады по передачам и подборам. В следующем году, оставаясь самой пожилой в национальной сборной, на чемпионате мира имеет лучший командный показатель по передачам (2,0) и перехватам (1,4).

## Достижения
- Чемпион чемпионата Америки: 2015
- Серебряный призёр чемпионата Америки: 2013
- Бронзовый призёр чемпионата Америки: 2011, 2003